# Begin the Beguine/Stormy Weather
Begin The Beguine/Stormy Weather è un disco a 78 giri di Teddy Reno, pubblicato dalla casa discografica di sua proprietà, la CGD, nel 1949.

## Il disco
Le due canzoni incise fanno parte dei classici della musica mondiale; Begin the Beguine, scritta da Cole Porter nel 1935 per il musical Jubilee, ha avuto moltissime esecuzioni (tra le più note quelle di Bing Crosby, di Frank Sinatra, di Dean Martin e di Léo Marjane), mentre Stormy Weather (scritta da Harold Arlen per la musica e da Ted Koehler per il testo), canzone del 1933 che aveva anche dato il titolo all'omonimo film, è stata incisa tra i tanti da Billie Holiday, da Sinatra (negli album No One Cares e L.A. Is My Lady) e da Lena Horne.
Gli arrangiamenti, curati da Lelio Luttazzi, sono eseguiti da un trio jazz con lo stesso Luttazzi al pianoforte.

## Formazione[1]
- Teddy Reno: voce
- Lelio Luttazzi: pianoforte
- Ruggero Oppi: batteria
- Hengel Gualdi: clarinetto